# Nannosciurus melanotis
Nannosciurus melanotis — вид гризунів родини Sciuridae. Він монотипний у межах роду Nannosciurus. Цей вид зустрічається на Суматрі, Яві, Борнео та прилеглих островах (Бруней, Індонезія, Малайзія). Зареєстрований приблизно до 1070 метрів. Він віддає перевагу зрілим лісам, хоча також відомо, що він зустрічається у вторинних і вибірково вирубаних лісах у малайзійській частині Борнео. Живиться мохом, зазвичай зустрічається на стовбурах дерев.

## Морфологічні особливості
З довжиною голови 9 см і довжиною хвоста 7 см ця вивірка не більша за мишу. Оксамитове хутро забарвлене по-різному, зустрічаються різні відтінки сірого і коричневого, часто з червонуватим нальотом; є білі плями на обличчі.

## Спосіб життя
Nannosciurus melanotis є денним мешканцем тропічних лісів. Тут він живе невеликими групами по дві-три особини, які живуть на землі або принаймні біля землі.